# Nakayama (Adelsgeschlecht, Kuge)

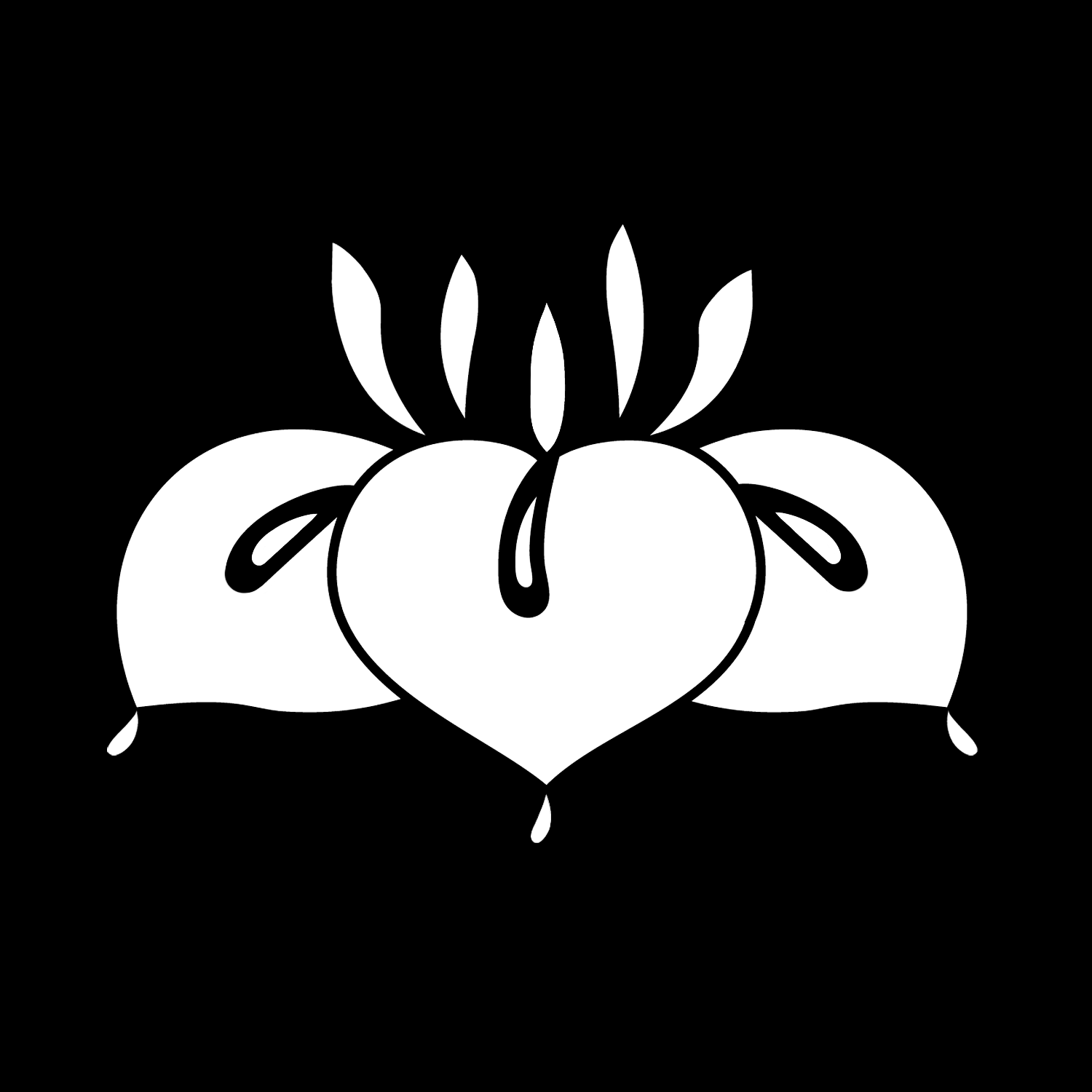
Wappen der Nakayama
(Sumpf-Schwertlilie)

Die Nakayama (jap. 中山家, Nakayama-ke) waren eine Familie des japanischen Hofadels (Kuge), die sich von Fujiwara no Ietada (1062–1136), einer Nebenlinie der Kazan’in-Familie (花山院家), ableitete.

## Genealogie
- Tadachika (忠親; 1131–1195), Ietadas Enkel, und Sohn von Tadamune (忠宗), war ein hoher Adeliger (公卿, kugyō) am Ende der Heian-Zeit und dem Beginn der Kamakura-Zeit. Zunächst kaiserlicher Chefsekretär (蔵人頭, kurōdo no tō), wurde er mit 34 Jahren Berater (参議, sangi) und mit 61 schließlich „Minister der Mitte“ (内大臣; naidaijin). In seinem Tagebuch „Sankaiki“ (山槐記) notierte er die turbulenten Ereignisse dieser Zeitwende. Weiter werden ihm das „Kirei mondō“ (貴嶺問答), „Imakagami“ (今鏡) und das „Mizu-kagami“ (水鏡), eine Geschichte Japans vom legendären ersten Kaiser Jimmu bis Kaiser Nimmyō, der im Jahr 850 starb, zugeschrieben.

In der Edo-Zeit erhielt die Familie vom Bakufu ein Gebiet mit einem Einkommen von 200 Koku.
- Tadayasu (忠能; 1809–1888)  stieg 1847 zum Go-Dainagon (御大納言) auf. Er war Verfechter der Wiederherstellung der kaiserlichen Rechte und väterlicher Freund des Kaisers Meiji. Nach der Meiji-Restauration wurde er Gigyō (議定), Hobitsu (輔弼), Jingikan-Chiji (神祇官知事), Jingihaku (神祇伯)[A 1] und übernahm weitere Funktionen. Nakayama Yoshiko, eine Tochter Tadayasus, war eine Nebenfrau des Kaisers Kōmei.
  - Tadamitsu (忠光; 1845–1864), siebter Sohn Tadayasus, beteiligte sich ebenfalls an der Sonnō-jōi-Bewegung. 1863 wurde er in einen Aufstand gegen das Shogunat verwickelt, musste fliehen und wurde im folgenden Jahr auf dem Wege in die Provinz Nagato ermordet.

Nach der Meiji-Restauration führte das Oberhaupt der Familie den Titel Fürst.
- Sukechika (輔親; 1894–1980), ein Urenkel Tadayasus, übernahm während der Shōwa-Zeit als Wirtschaftswissenschaftler Ämter in der Regierung, war Mitglied im Oberhaus des Parlaments.